# Новоалександровка (Мошковский район)
Новоалександровка — село в Мошковском районе Новосибирской области. Входит в состав Широкоярского сельсовета. 

## География
Площадь села — 48 гектаров.

## Население
| 2002 | 2007 | 2010 |
| ---- | ---- | ---- |
| 30   | ↘22  | ↗24  |

## Инфраструктура
В селе работает магазин продовольственных товаров, действует муниципальное кладбище. В границах поселения расположено крупное садоводческое товарищество "Восход". На расстоянии 2 километров расположена железнодорожная станция пригородного пассажирского сообщения "Новоалександровка". 

## Известные люди
В селе родился российский государственный деятель Николай Емельянович Аксёненко (1949 — 2005).